# 千石 (江東区)
千石（せんごく）は、東京都江東区の地名。現行行政地名は千石一丁目から千石三丁目。住居表示実施済区域。

## 地理
東京都江東区の地理的中央部に位置し、深川地域内である。北で石島・千田および海辺、東で南砂、南で東陽、西で平野と隣接する。町域の西辺を横十間川、南辺を仙台堀川、西辺を大横川と接し、地区中央を2本の大通りが南北方向に縦走している。西側から千石一丁目、同二丁目、東側が同三丁目と並ぶ。

## 歴史

### 地名の由来
1936年、千田町と石島町のそれぞれの一部を合併し、深川千石町として成立の際に、千田町と石島町の頭の1文字ずつをとって千石町と命名された。
文京区の千石と同様に、石高の「千石」とは関係がない。

## 世帯数と人口
2023年（令和5年）1月1日現在（東京都発表）の世帯数と人口は以下の通りである。
| 丁目       | 世帯数    | 人口    |
| ---------- | --------- | ------- |
| 千石一丁目 | 1,272世帯 | 2,536人 |
| 千石二丁目 | 1,055世帯 | 1,872人 |
| 千石三丁目 | 1,125世帯 | 2,567人 |
| 計         | 3,452世帯 | 6,975人 |

### 人口の変遷
国勢調査による人口の推移。
| 年                 | 人口  |
| ------------------ | ----- |
| 1995年（平成7年）  | 4,606 |
| 2000年（平成12年） | 6,624 |
| 2005年（平成17年） | 6,907 |
| 2010年（平成22年） | 6,556 |
| 2015年（平成27年） | 6,879 |
| 2020年（令和2年）  | 7,090 |

### 世帯数の変遷
国勢調査による世帯数の推移。
| 年                 | 世帯数 |
| ------------------ | ------ |
| 1995年（平成7年）  | 2,033  |
| 2000年（平成12年） | 2,749  |
| 2005年（平成17年） | 2,898  |
| 2010年（平成22年） | 2,839  |
| 2015年（平成27年） | 3,213  |
| 2020年（令和2年）  | 3,377  |

## 学区
区立小・中学校に通う場合、学区は以下の通りとなる（2023年4月時点）。
| 丁目       | 番地 | 小学校             | 中学校                 |
| ---------- | ---- | ------------------ | ---------------------- |
| 千石一丁目 | 全域 | 江東区立扇橋小学校 | 江東区立深川第四中学校 |
| 千石二丁目 | 全域 | 江東区立川南小学校 | 江東区立深川第四中学校 |
| 千石三丁目 | 全域 | 江東区立川南小学校 | 江東区立深川第四中学校 |

## 交通

### 鉄道
千石の町域内に鉄道駅はないが、2030年代半ばまでに東京メトロ有楽町線の延伸（東京直結鉄道）が計画されており、その際に千石の町域内に新駅が設置される予定となっている。
- 東京メトロ
  - 東西線東陽町駅（東陽四丁目）

### バス
- 都営バス
  - 四ツ目通り沿い 千石二丁目バス停
    - 東22系統：錦糸町駅 - 東陽町駅 - 門前仲町 - 東京駅丸の内北口
    - 錦22系統：錦糸町駅 - 東陽町駅 - 南砂町駅入口 - 臨海車庫

  - 大門通り沿い　千石一丁目バス停
    - 錦13甲系統：錦糸町駅 - 東陽一丁目 - 塩浜二丁目 - 豊洲駅 - 晴海埠頭
    - 錦13乙系統：錦糸町駅 - 東陽一丁目 - 塩浜二丁目 - 辰巳駅 - 深川車庫

### 道路・橋梁
道路
- 都道
  - 東京都道465号深川吾嬬町線（四ツ目通り）
- 一般道
  - 大門通り

橋梁
- 仙台堀川に架かる橋
  - 石住橋
  - 千田橋
  - 豊住橋
- 横十間川に架かる橋
  - 千砂橋
- 大横川に架かる橋
  - 三石橋
  - 福寿橋
  - 大栄橋

## 事業所
2021年（令和3年）現在の経済センサス調査による事業所数と従業員数は以下の通りである。
| 丁目       | 事業所数  | 従業員数 |
| ---------- | --------- | -------- |
| 千石一丁目 | 83事業所  | 1,288人  |
| 千石二丁目 | 82事業所  | 952人    |
| 千石三丁目 | 40事業所  | 354人    |
| 計         | 205事業所 | 2,594人  |

### 事業者数の変遷
経済センサスによる事業所数の推移。
| 年                 | 事業者数 |
| ------------------ | -------- |
| 2016年（平成28年） | 187      |
| 2021年（令和3年）  | 205      |

### 従業員数の変遷
経済センサスによる従業員数の推移。
| 年                 | 従業員数 |
| ------------------ | -------- |
| 2016年（平成28年） | 2,722    |
| 2021年（令和3年）  | 2,594    |

## 施設
教育
- 小学校
  - 江東区立川南小学校
- 中学校
  - 江東区立深川第四中学校
- 高等学校
  - 東京都立大江戸高等学校

公園
- 横十間川親水公園

企業
- パルライン

## その他

### 日本郵便
- 郵便番号 : 135-0015[3]（集配局 : 深川郵便局[16]）。